# Natasha Anasi
Natasha Anasi (Irving, 2 oktober 1991) is een voetbalspeelster uit IJsland. Ze speelt als verdediger voor Valur in de Úrvalsdeild.

## Clubcarrière
Anasi werd geboren in Irving in de Amerikaanse staat Texas. Van 2010 tot 2013 studeerde ze aan de Duke University en kwam ze uit voor het universiteitsteam Duke Blue Devils. Tijdens de vier seizoen dat ze actief was voor het team kwam ze tot 97 wedstrijden waarin Anasi viermaal tot scoren kwam. In 2011 werd ze verkozen tot Atlantic Coast Conference speelster van het jaar.
In 2014 voegde Anasi zich bij ÍBV in 2014 en was ze drie seizoenen actief in het eerste elftal. Ze haalde in 2016 de finale van de IJslandse Beker, die verloren ging tegen Breiðablik Kopavogur. In 2017 maakte Anasi een transfer naar Keflavík. Na het merendeel als verdedigster te hebben gespeeld, onderging ze bij deze club een positiewissel naar middenvelder.
In november 2021 stapte Anasi over naar Breiðablik Kopavogur. Na een seizoen vertrok ze en tekende ze een contract bij het Noorse SK Brann. Door een achillespeesblessure miste ze het grootste deel van het seizoen 2023.
In juli 2024 keerde Anasi terug naar IJsland waar ze zich voegde bij Valur Reykjavík.

## Statistieken
| Seizoen | Club       | Land      | Competitie  | Wedstrijden | Doelpunten |
| ------- | ---------- | --------- | ----------- | ----------- | ---------- |
| 2014    | ÍBV        | IJsland   | Úrvalsdeild | 10          | 2          |
| 2015    | ÍBV        | IJsland   | Úrvalsdeild | 16          | 0          |
| 2016    | ÍBV        | IJsland   | Úrvalsdeild | 18          | 4          |
| 2019    | Keflavík   | IJsland   | Úrvalsdeild | 17          | 6          |
| 2021    | Keflavík   | IJsland   | Úrvalsdeild | 17          | 0          |
| 2022    | Breiðablik | IJsland   | Úrvalsdeild | 18          | 3          |
| 2023    | SK Brann   | Noorwegen | Toppserien  | 3           | 0          |
| 2024    | SK Brann   | Noorwegen | Toppserien  | 9           | 0          |
| 2024    | Valur      | IJsland   | Úrvalsdeild | 11          | 0          |
| 2025    | Valur      | IJsland   | Úrvalsdeild | 0           | 0          |
| Totaal  | Totaal     | Totaal    | Totaal      | 119         | 15         |

Laatste update: 27 maart 2025

## Interlandcarrière
Anasi kwam eerst uit voor Amerikaanse jeugdelftallen alvorens ze in 2019 de IJslandse nationaliteit verkreeg. In februari 2020 werd ze voor het eerst opgeroepen voor het IJsland. Op 4 maart 2020 maakte ze haar debuut in een vriendschappelijke 1-0 overwinning op Noord-Ierland. In een wedstrijd tegen Tsjechië op 20 februari 2022 maakte Anasi haar eerste interlanddoelpunt door de winnende 2-1 treffer te maken. In een 3-0 overwinning op Duitsland begon Anasi voor het eerste in de IJslandse basiself op 12 juli 2024.